# Bardu
Bardu è un comune norvegese della contea di Troms.